# 新政あいち
新政あいち（しんせいあいち）は、旧民進党・日本労働組合総連合会（連合）系の日本の政治団体。

## 歴史

### 設立
2018年2月3日に名古屋市内で設立総会を開き、民進党の愛知県議会議員、名古屋市会議員、その他市町議員が参加し、95名で設立された。
愛知県内最大の民進党支持団体である連合愛知は新政あいちと政策協定を結び、推薦する方針を示した。設立当初は、立憲民主党からの参加議員は無かった。
先の第48回衆議院議員総選挙で民進党が分裂。そこで地方議員として民進党に残った愛知県地方議員が2019年の統一地方選挙にむけて設立した。立憲民主党の合流を視野に入れている。
当時、立憲民主党、希望の党との国会での連携を目指してきた民進党代表、そして、愛知県連代表で自身が愛知県選挙区選出の参議院議員である大塚耕平代表は、歓迎を表明した。
2018年4月、立憲民主党愛知県連は方針を転換し、当初認めていなかった所属議員の新政あいちへの参加を容認した。
2018年5月の国民民主党の結党後も、民進党を離党して立憲民主党へ移った議員、無所属となった議員も、新政あいちにはそのまま在籍している。

## 役員
| 役職            | 氏名         | 所属               |
| --------------- | ------------ | ------------------ |
| 代表            | 日比たけまさ | 愛知県議会議員     |
| 副代表          | 河合洋介     | 愛知県議会議員     |
| 副代表          | 岡本康宏     | 名古屋市会議員     |
| 副代表          | 日當浩介     | 豊田市議会議員     |
| 幹事長          | 小木曽史人   | 愛知県議会議員     |
| 副幹事長        | ひび美咲     | 名古屋市会議員     |
| 総務政調 会長   | 橋本ひろき   | 名古屋市会議員     |
| 総務政調 副会長 | 上野雅美     | 北名古屋市議会議員 |
| 総務政調 副会長 | おおたけ理恵 | 愛知県議会議員     |
| 総務政調 副会長 | 小山昌子     | 大府市議会議員     |

## あいち民主県議団
| 所属政党   | 議員数 | 氏名 |
| ---------- | ------ | --- |
| 無所属     | 13     | 鈴木純、桜井秀樹、高橋正子、長江正成、日比たけまさ、朝倉浩一、おおたけりえ、小木曽史人、島孝則、山口健、細井真司、藤原聖、阿部洋祐 |
| 立憲民主党 | 10     | 高木ひろし、かじ山義章、谷口知美、鈴木まさと、河合洋介、安井伸治、鳴海やすひろ、松本まもる、村嶌嘉将、江原史朗                     |
| 国民民主党 | 5      | 天野正基、富田昭雄、森井元志、福田喜夫、黒田太郎                                                                                   |
| 計         | 28     | |

（2023年8月1日現在）

### 役員
- 団長 : 鈴木純
- 幹事長 : 天野正基
- 総務会長 : 鳴海やすひろ
- 政策調査会長 : 桜井秀樹